# Uromys rex
Uromys rex  (Thomas, 1888) è un roditore della famiglia dei Muridi, endemico di Guadalcanal, Isole Salomone.

## Descrizione

### Dimensioni
Roditore di grandi dimensioni, con lunghezza della testa e del corpo tra 257 e 290 mm, la lunghezza della coda tra 232 e 296 mm, la lunghezza del piede tra 50 e 55 mm, la lunghezza delle orecchie tra 16 e 20 mm e un peso fino a 420 g.

### Aspetto
La pelliccia è alquanto densa e lanosa. Le parti superiori sono grigio scuro, mentre le parti ventrali sono biancastre. Le orecchie sono molto piccole. La coda è più lunga della testa e del corpo ed è ricoperta da 7-9 anelli di scaglie per centimetro.

## Biologia

### Comportamento
È una specie arboricola.

## Distribuzione e habitat
Questa specie è endemica dell'Isola di Guadalcanal, Isole Salomone.
Vive nelle foreste umide tropicali primarie, incluse macchie isolate di foreste native, tra 20 e 600 metri di altitudine.

## Conservazione
La IUCN Red List, considerato l'areale ristretto e frammentato e il declino del proprio habitat, classifica M.rex come specie in pericolo (EN).